# Faderen, sønnerne & Helligånden
Faderen, sønnerne & Helligånden er en dansk dokumentarfilm fra 2025, der er instrueret af Christian Sønderby Jepsen. Det er en selvstændig efterfølger til instruktørens populære, anmelderroste og Bodilvindende film Testamentet fra 2011, der handlede om to brødres intense arvestrid. Opfølgeren fra 2025 følger brødrene igennem de efterfølgende 14 år.
Filmen fik verdenspremiere ved Copenhagen International Documentary Festival (CPH:DOX) i 2025, hvor den var en af 12 film, der var nomineret til festivalens DOX:Award.

## Handling
Filmen er en opfølger til instruktørens tidligere film Testamentet fra 2011 om to brødres intense arvestrid. Faderen, sønnerne & Helligånden følger brødrene igennem de seneste fjorten år, hvor den ene bror har forsøgt at bryde med de tidligere destruktive mønstre, mens den anden har fundet frelse i et højreorienteret broderskab.

## Medvirkende
- Henrik Ernst Steffensen som sig selv[3]
- Christian Peter von Ernst som sig selv[4]
- Alexander Peter Ernst som sig selv[4]
- Ceci Karen Ernst som sig selv[4]

## Modtagelse

### Danmark
Filmen fik verdenspremiere ved CPH:DOX-festivalen i København i marts 2025 og var her en af de 12 nominerede film til festivalens pris DOX:Award.
Filmanmelderen Kim Skotte gav filmen fem hjerter ud af seks i Politiken og kaldte den underholdende, rørende og solidarisk. Han skrev samtidig, at filmen  var mere alvorlig end forgængeren, men at humoren stadig var inviteret med til familiefestivalen. I Information skrev Christian Monggaard, at filmen var en på én gang tragisk og opløftende fortælling om mennesker, der overlevede at blive gjort fortræd. På Filmmagasinet Ekkos hjemmeside gav Kristian Ditlev Jensen fem stjerner og kaldte filmen et meningsfuldt og gribende gensyn med brødrene. Jyllands-Posten gav tilsvarende fem stjerner og kaldte filmen et stærkt familiedrama, som Jepsen fortalte med kærlighed og respekt. I Berlingske fik filmen tildelt fire stjerner; anmelderen mente, at filmen blev søgt og konstrueret, når den brugte historien om testamentet og dets mulige forfalskning som ramme, men samtidig rummede en langt mere menneskelig historie.